# Alfombra de Tabriz

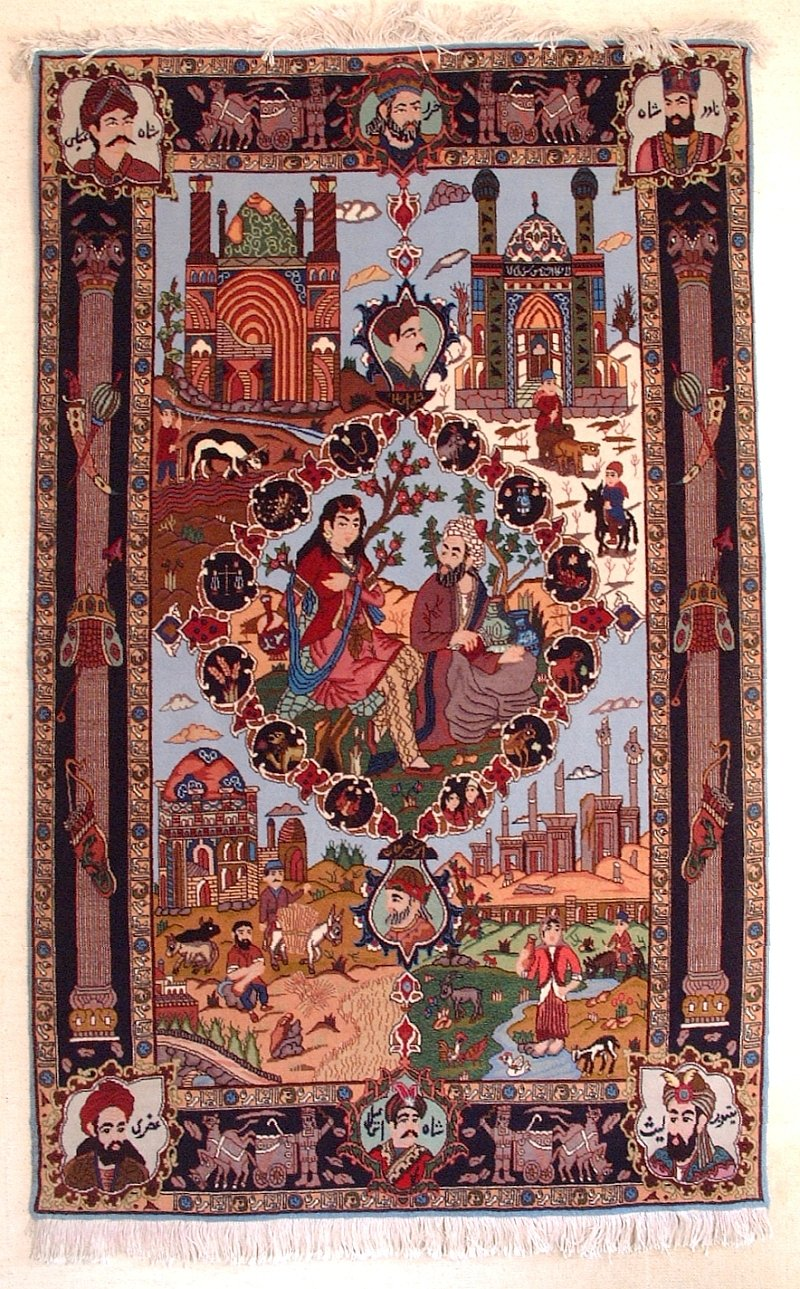

Una alfombra de Tabriz es un tipo de alfombra persa.
Tabriz, en el noroeste de Irán, era un centro histórico de producción de alfombras y es una región muy conocida por sus alfombras, como las alfombras de Ardabil. Después de mediados del siglo XIX, Tabriz relanzó la producción de alfombras y se ha convertido un centro de producción para la exportación hacia Europa y otros lugares.
La alfombra de Tabriz tiene una importancia particular. En los talleres de esta ciudad se fabricaron las primeras alfombras destinadas a la exportación. Después de haber expedido alfombras antiguas al extranjero, los comerciantes empezaron a producirlas ellos mismos en los talleres, a partir de las medidas y colores solicitados por los comerciantes europeos. Es quizá una de las razones por las cuales estas alfombras no se distinguen por un color particular.

## Descripción
Decoración de flores, a menudo con medallón central. Los motivos abarcan árboles floridos, arbustos y hojas de gran tamaño. Hay también ejemplares con animales y motivos vegetales. El borde es de tres bandas, adornadas con los motivos del campo.
- Datos: Q1032112
- Multimedia: Rugs and carpets of Tabriz / Q1032112